# 평창 월정사 남대 지장암 목조지장삼존불감
평창 월정사 남대 지장암 목조지장삼존불감(平昌 月精寺 南臺 地藏庵 木造地藏三尊佛龕)은 강원특별자치도 평창군 진부면 동산리 월정사에 있는, 조선시대의 불감이다. 2011년 8월 12일 강원특별자치도의 유형문화재 제158호로 지정되었다.

## 개요
이 불감은 17~18세기 전형적인 불상조각의 특징을 잘 나타내 주며 그 예가 많지 않은 지장삼존불감일 뿐만 아니라, 조선후기 불교조각 양식을 잘 갖추고 있어 불교미술사적으로 중요한 가치를 지니고 있다.

## 참고 자료
- 평창 월정사 남대 지장암 목조지장삼존불감 - 국가유산청 국가유산포털